# 丁卡人
丁卡人（Dinka），是南蘇丹的主體民族，是世界最高的人種 ，主要分布在南蘇丹的北部地區，擁有自己獨特的語言「丁卡語」，在社會結構上有著部落形式，大部落下又分為許多分支部落，而在血緣團體上有著氏族的結構，以父系結構為基礎，主要的生產方式是畜養長角牛，並會隨著旱季的到來帶著牛隻離開長久居住地，前往暫時的牧草地放牧，牛隻在丁卡人社會中是最重要的牲畜，除了可以提供食物、燃料、皮革等生活資源外，同時也是社會中威望與富裕的象徵，在婚姻中男方家庭也必須贈送許多的牛隻給予女方家庭，而在宗教中牛隻更被視為神的使者，並流傳著一些關於牛隻的傳說，現今的丁卡人做為南蘇丹的主體民族，也深深影響著南蘇丹的政治，而有些丁卡人也在NBA、模特界有著成功的發展。

## 民族分佈、人口與語言

### 分佈

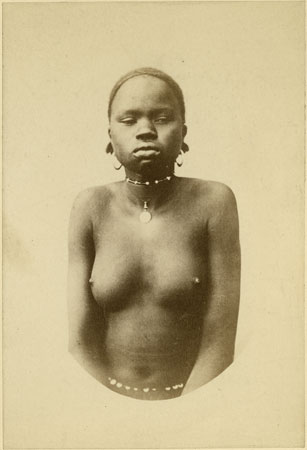
十九世紀末的丁卡女孩

丁卡人主要居住在非洲東部白尼羅河流域，也就是尼羅河上游盆地，主要聚集於南蘇丹境內。

### 人口
根據西元1978年的調查丁卡人人口約200萬人，目前依方言而區分的五個群體人口總共約535萬人，分別為：東北丁卡約90萬人、西北丁卡約9萬人、中南丁卡約86萬人、東南丁卡約29萬人、西南丁卡約320萬人。

### 語言
丁卡語語言代碼ISO 639-3din，在語言學上的分類為：
- 尼羅-撒哈拉語系
  - 東蘇丹語族
    - 尼羅語族
      - 西尼羅語支
        - 丁卡-努爾語支
          - 丁卡語
            - 東北丁卡
            - 西北丁卡
            - 中南丁卡
            - 東南丁卡
            - 西南丁卡

丁卡語屬於尼羅-撒哈拉語系中的丁卡-努爾語支，在其中有東北丁卡、西北丁卡、中南丁卡、東南丁卡、西南丁卡五種方言，丁卡語的使用人口約140萬人，其中又以西南丁卡的45萬人為大宗。

## 地理環境

南蘇丹

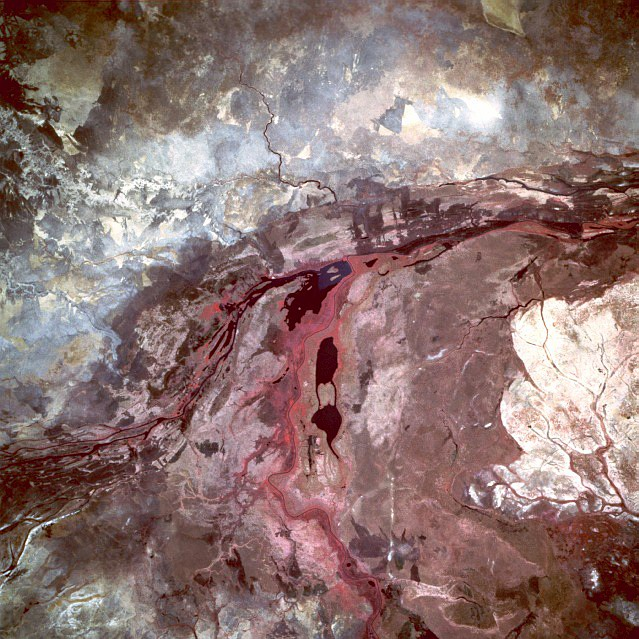
蘇德沼澤

### 蘇丹

#### 地形
蘇丹盆地大致為一由南向北傾斜的大盆地，北部是沙漠台地，東、西、南3面均為丘陵、高原和山地。尼羅河上游盆地在蘇丹南部北緯 5°～10°之間，盆地北部地勢平坦，土壤肥沃，水網密布，為主要農牧業地區；南部地勢低窪，多沼澤濕地。白尼羅河和青尼羅河低地，大致介於北緯10°～15°之間，由兩河沖積而成，河間形成傑濟拉平原，地勢平坦，土壤肥沃，適合農業發展。北部的沙漠地帶為尼羅河中游盆地，河網稀疏，河道多急流、瀑布，水力資源豐富。另外位於南蘇丹北部的蘇德沼澤是丁卡人的一大聚居地。

#### 氣候
地處熱帶，介於北緯4°～22°之間，自北向南由乾熱氣候過渡到濕熱氣候，跨越荒漠、草原、森林等自然帶，具有明顯的地帶性。其中以乾濕季分明的熱帶莽原帶分布面積最廣，除山地外終年高溫，年平均氣溫26～30℃，常出現40℃以上高溫，年溫差小。年降水量一般由北向南顯著增加，從東到西稍有減少。北部瓦迪哈勒法的年降水量僅3毫米，喀土穆167毫米，尼羅河上游盆地的馬拉卡勒增至783毫米，南部的卡蓋盧高達2260毫米。雨量分布對各地農牧業生產有顯著的影響。雨季來臨的遲早和長短﹐南北明顯不同。南部雨季始於3月，長達8～10個月；向北逐漸推遲到7月，雨季也逐漸縮短到3個月。

#### 河流
白尼羅河上游屬山地型河，朱巴以下進入尼羅河上游盆地，形成大片沼澤地帶，蒸發強烈，河水大量耗失；至馬拉卡勒附近先後有加扎勒河和索巴特河匯入，水量大增，河床展寬，河水流量全年比較穩定。在喀土穆，白尼羅河與最大支流青尼羅河匯合，水量驟增。青尼羅河全年流量極不穩定，暴漲暴落，洪水期與枯水期流量相差60餘倍。至阿特巴拉，尼羅河接納了最後一條支流阿特巴拉河，進入沙漠地帶，河水又大量耗失，並有一系列的急流瀑布。

#### 自然資源
包括石油，鐵礦石、金、銀、銅、鋁、煤、鈾、鉻礦、銅、鋅、雲母、金剛石、石英和鎢。

## 歷史沿革
根據語言學的推斷丁卡語應該源與尼羅河人語(Nilotic)，尼羅河人(Nilotic)分佈區正為今日南蘇丹一帶，另外考古學顯示公元前3000年以來，南蘇丹已經出現了牛隻養殖。
十四世紀在蘇德沼澤已有發現與阿拉伯商人貿易的跡象，且應由阿拉伯商人那裡獲得了新品種的無駝峰牛，考古學家羅蘭·奧利弗（Roland Oliver）指出尼尼羅河人(Nilotic)此時應已進入鐵器時代。

到了十六世紀尼羅河人(Nilotic)中的蘇爾盧克人(Shilluk)最為強大，主要聚於白尼羅河畔，並驅趕豐吉人(Funj)向北方遷徙，此時的丁卡人受到鄰國的保護聚居於蘇德沼澤保持經濟發達。並保持在相對封閉的環境，直到十九世紀埃及軍隊入侵。

蘇丹南、北方衝突時，南方反抗軍蘇丹人民解放軍創立者約翰·加朗是丁卡人，組織內也有大量丁卡人，獨立後南蘇丹首任總統薩爾瓦·基爾·馬亞爾迪特也是丁卡人，

### 南蘇丹獨立
1955年蘇丹南、北方衝突，第一次蘇丹內戰爆發。
1972年在阿迪斯阿貝巴簽署的《阿迪斯阿貝巴協定》給予南蘇丹地區有限度的自治權，內戰一時終結。
1983年蘇丹總統尼梅瑞宣布在全國實施伊斯蘭律法，引起南方的不滿非伊斯蘭信仰者，南方反抗軍蘇丹人民解放軍起對抗政府，第二次蘇丹內戰爆發。
2005年1月9日，南北雙方簽署《全面和平條約》（Comprehensive Peace Agreement），結束長達21年的內戰。協定賦予南方自治權，北方實施的伊斯蘭律法在南方不適用，並於2011年1月9日舉行決定是否獨立的公民投票。
2011年舉行南蘇丹獨立公民投票。2011年1月30日公布的初步計票結果顯示，98.83％參加公投的人支持獨立。

2011年1月31日，蘇丹副總統表示承認公投結果。2011年1月23日，獨立後政權執行委員會的一名成員稱，「出於熟悉程度和便利」，獨立後的國名定為南蘇丹共和國。其他曾考慮使用的國名包括古代猶太人聖經上記載的「古實」（Cush）、尼羅河共和國（Nile Republic）、新蘇丹（New Sudan）。同年7月9日蘇丹總統宣布正式承認南蘇丹共和國，南蘇丹正式成為非洲的第54個國家。

## 社會、家庭與婚姻

### 社会
在加札爾河州、上尼罗州以及白尼罗河流域的广袤地域上，分布着大大小小二十多个丁卡部落，每个部落的聚居虽然彼此毗邻，但是受到自然环境的阻隔而分隔开来。这些部落往下又分为几“分支部落”（或称之为“子部落”），分支部落之下又可细分为由几个家庭组成临时或长久一起放牧的“群体”（或称之为“小部落”），他们各自占据着可以为们的牛群提供丰沛的水源和牧场。而这些居住在一个部落或者之下子部落甚至小部落的人来说，他们之间不都存在血缘关系。氏族是丁卡人眼中最大的血亲戚的联合体，几个氏族之间会承认在父系上有关系。一个氏族之下分为几个宗，这种宗族是源自于一个共同祖先的不同的继嗣分支，可将这些分支暂称大宗。把最大宗族之下的分支称为小宗，把小宗之下的分称为門中，把門中之下的分支称为房。房就是当个人被问及他是哪个宗族的时候，他所提及的那个宗族。这样看来，宗族就是由或已去世、或仍在世的男性亲属组成，在他们之间，可以从谱系上推溯亲属关系。丁卡族的孩子，从小就被教育要以自己的氏族为荣。只要一个丁卡的小男孩会说话了，他的家人就会教给他不断重复父亲一方祖先的名字。所有的孩子都能往上说出十几代祖先的名字。一个孩子的全名——同时也是对他身份的一个完整表述——就是他的祖先们，即所有声称是氏族创始人后裔的全部名字的组合。由于有这个风俗，丁卡人才能同朋友和邻居追宗论祖。
每个氏族都有其明显的特征，如尊敬各自不尽相同的图腾（帕蒂普氏族的图腾是狐狸，帕蒂库尔氏族的图腾是狮子）和祭拜各自先祖的神灵，以及在成人仪，给受礼的男孩的脸颊纹刻上象征着本部落或本氏族的纹面图案。尽管存在些细微方面的差异，但所有的丁卡人在文化上是同种同源的，他们信奉唯一个至上神、造物主——‘Nhialic’。
在丁卡部落中除了掌管日常事務的部落首領外，還會有掌管宗教的宗教首領，宗教首領也稱為長矛首領，因為長矛是丁卡社會中宗教的象徵物。在丁卡人的生活中宗教首領因有宗教權威地位還要比部落首領高一些，不過通常宗教首領並不會也不屑插手世俗事務。宗教首領的產生可說是與生俱來、命中註定的，其中一個例子便是一位丁卡人被租先靈魂附體後胡言亂語、精神恍惚、不吃不喝、眼睛一直流血，有了這個經歷後他就被族人認定有資格為整個部落發言，成為部落中的宗教首領。

### 家庭
氏族是丁卡人觀念中最大的血緣群體，是在父系的方面承認其血緣關係，在其下又分為兩三個等級的宗族，最小宗族就是當一個丁卡人被問及他是哪個宗族的时候，他所提及的那個宗族。宗族其實就是一組已經去世或還在世的男性親屬，可從系譜上追朔親緣關係，丁卡人十分注重以自己的氏族為榮，當丁卡男孩會說話時，家人就會不斷教導他背誦父系親屬的名字，通常丁卡人都可以背出十幾代祖先的名字，在和其他丁卡人交流時也會彼此追宗論祖。宗族成員的關係是建立在血緣與祭祀上，並非在居住區地域的基礎上，因此同一氏族、宗族的成員是分散居住的，並不會形成排它性的地方性社區。此外每個氏族都有其明顯的特征，尊敬著各自的圖騰有可能使動物的圖形、也有可能是植物圖騰或其他符號，他們會對這件象徵物抱有崇敬，不會宰殺食用或是將其砍燒。
在家中會由一家之長來主持，通常是由家中最年長，並在族內力強且具有公信力者擔任，他的工作是負責協調族內外的關係、選擇適合放牧的草場、安排族人婚喪嫁娶的事宜。此外在家中的每個人的工作分工會因為其家中地位、身份而有所區別，像是丁卡女人不被允許觸碰牛隻，而丁卡男性未接受成年禮前也只能從事給牛擠奶、打掃牛棚的雜事，在成年之後他就可以和其他丁卡成年男子競爭出外放牛的機會，另外如果他在家中是受寵的話，就可以獲的被公認毛色漂亮且體態優美的牛，這將會是在談論婚嫁時向女方炫耀的資本。
在財產的繼承方面女性是沒有繼承權的，在世的家長是財產的擁有者，這裡的財產是指牛群，當家長即將去世之時會先將財產托與族內同輩兄弟們代管，他的孩子們不可有異義，但因為兄弟不一定居住在同一部落，所以也有長子替叔伯被代管的狀況。

### 婚姻
當丁卡男性見到喜歡的女孩想要走入婚姻時，第一件事情勢必需確定女方屬於其他氏族，然後要徵得女方家長的同意，如果女方家長同意，那他就會前往拜訪，展現他的認真與對女方和其家人的尊重，這時通常會帶上自己的兩三位朋友，甚至是自己最喜歡的公牛。之後以雙方的父親以及兩家族的人會圍在火堆旁討論聘禮的牛隻數量，在ㄧ旁男人和女人會再討論過程中不停唱歌，並同時跳著《嫁妝舞》只要討論還沒有結論就不會停止。當確定要結婚時，聘禮是牛，牛在丁卡社會中代表著寶貴的財富，也因此丁卡有句俗諺：「後找老婆先找牛」。因為在當地婚姻中男方最少要給女方父母15頭母牛和5頭公牛作為聘禮。
丁卡人在婚姻上保留一夫多妻的制度，但想要娶第二個或更多的妻子表示要有更多的牛隻支付婚嫁的娉禮，因此必須有雄厚的經濟基礎才會有娶複數妻子的狀況，但丁卡人的觀念中認為這事一件十分划算的交換，原因是嫁過來的女子可以生更多小孩，如果是男孩則可繼承香火，如果是女孩也可以在嫁人時收到一群牛隻。另外如果家族中有比較貧困的家庭無法支付娉禮娶妻，家族中的其他成員通常會慷慨的捐贈一部份的牛隻。還有如果在一個家庭中兄長的婚姻要早於弟弟，比較特別的是代兄娶妻的制度，就是若兄長死亡且生前未有娶妻，則弟弟首先要以兄長的名義替其娶妻，所生子女則要冠上兄長的名字。另外一個特別的制度是過繼的風俗，就是兄長生前娶的妻子以及生的小孩，在喪偶、喪父之後要過繼給其弟或同族中其他有優先過繼權的兄弟，因為喪偶的女人並沒有財產的繼承權，同時也不可能回到娘家，因為這樣表示要歸還當時作為娉禮的牛隻。

## 產業與生活

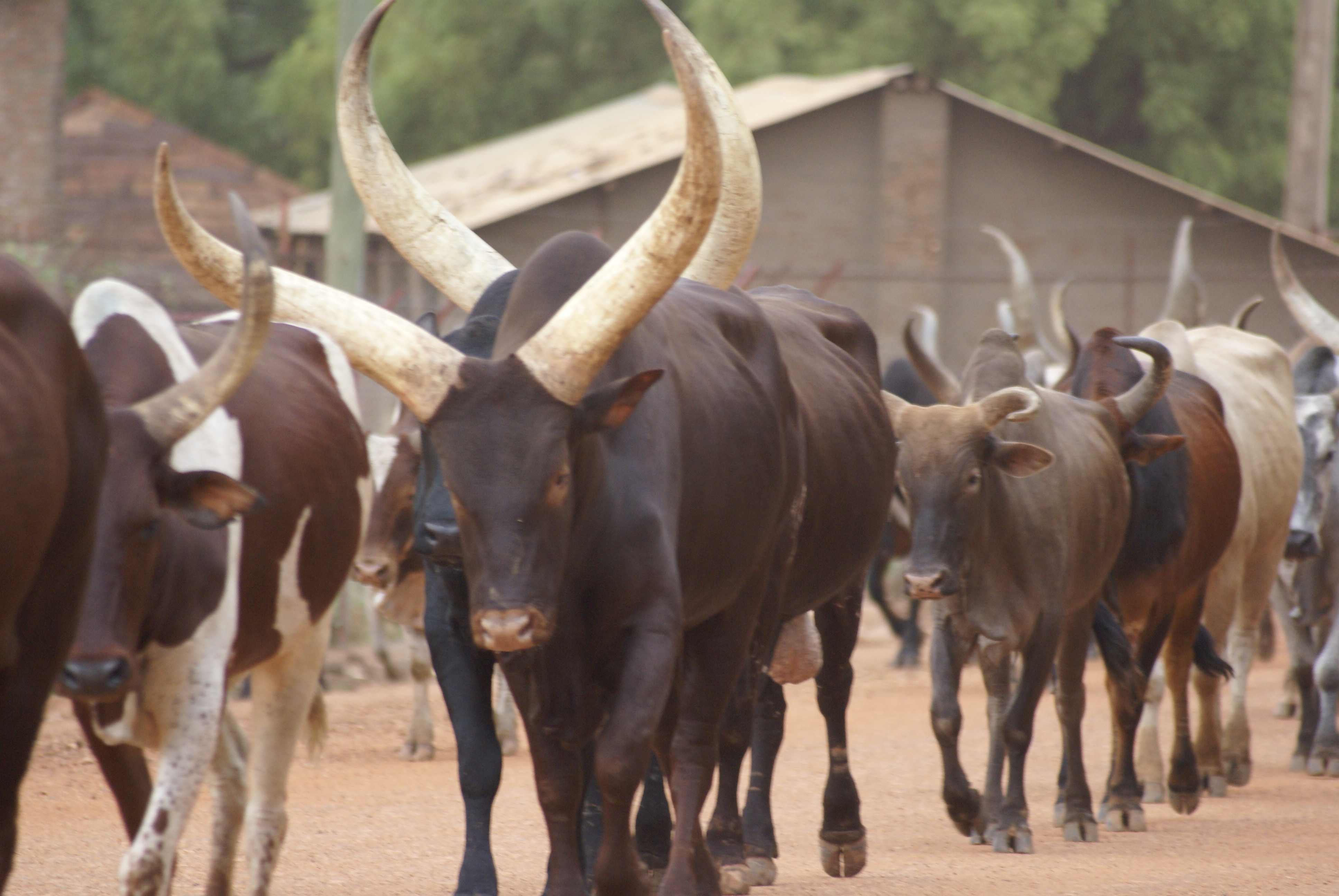
丁卡人的長角牛

在丁卡人的觀念中，牧牛才是最正當的生計，就算從事農業也只是為了溫飽的行為。因此在部落裡從事捕魚、狩獵、農耕而不牧牛的人會被視為不顧正業之人。

### 牛
丁卡人的產業生活以畜牧為主，牛對於丁卡人是十分重要的牲畜，幾乎提供了生活所需的一切，包含牛奶、肉類、皮革、武器、可燃的排泄物，在社會功能與婚姻中也扮演重要的角色。
牛同時也在社會中代表著寶貴的財富，擁有越多的牛隻就代表越富有，是社會地位與經濟地位的象徵。而在婚姻中則是代表著尊重與一種聘禮。在衝突之中也可以作為和解的物品。
丁卡人飼養牛隻的方式基本上屬於放牧季移，在每年乾季約11月~4月時丁卡人會攜妻帶子離開長久居住地向南方遷移，尋找河流、湖泊、沼澤等有草地的放牧營地，並在此放牧，當乾季過後再次遷移回原本的長就居住地，在放畝地時，丁卡人會在傍晚之時把牛趕進圈裡或栓於木樁上，並在周圍將牛糞和雜草一起在燃燒，以產生煙避免牛隻被蚊蟲叮咬。
另外牛糞除了用於夜間生火取暖，丁卡人也會將灰燼塗抹於身上，一方面是保護赤裸的身子免受炙熱的陽光，另一方面是避免吸血蟲類的叮咬和寄生。

## 信仰與習俗
現代的丁卡人主要宗教為基督教（廣義），約佔總丁卡人口的77%，在基督教（廣義）的分類中又以天主教信仰人數最多，佔丁卡基督徒總人口大約70%，另外新教與英國國教的人數相差不多，分別佔丁卡基督徒總人口約15%。基督教外丁卡人的主要宗教是傳統的泛靈信仰，除了各地會與基督教做結合外，完全以泛靈信仰為宗教的丁卡人現多集中在南中央丁卡語區之中。

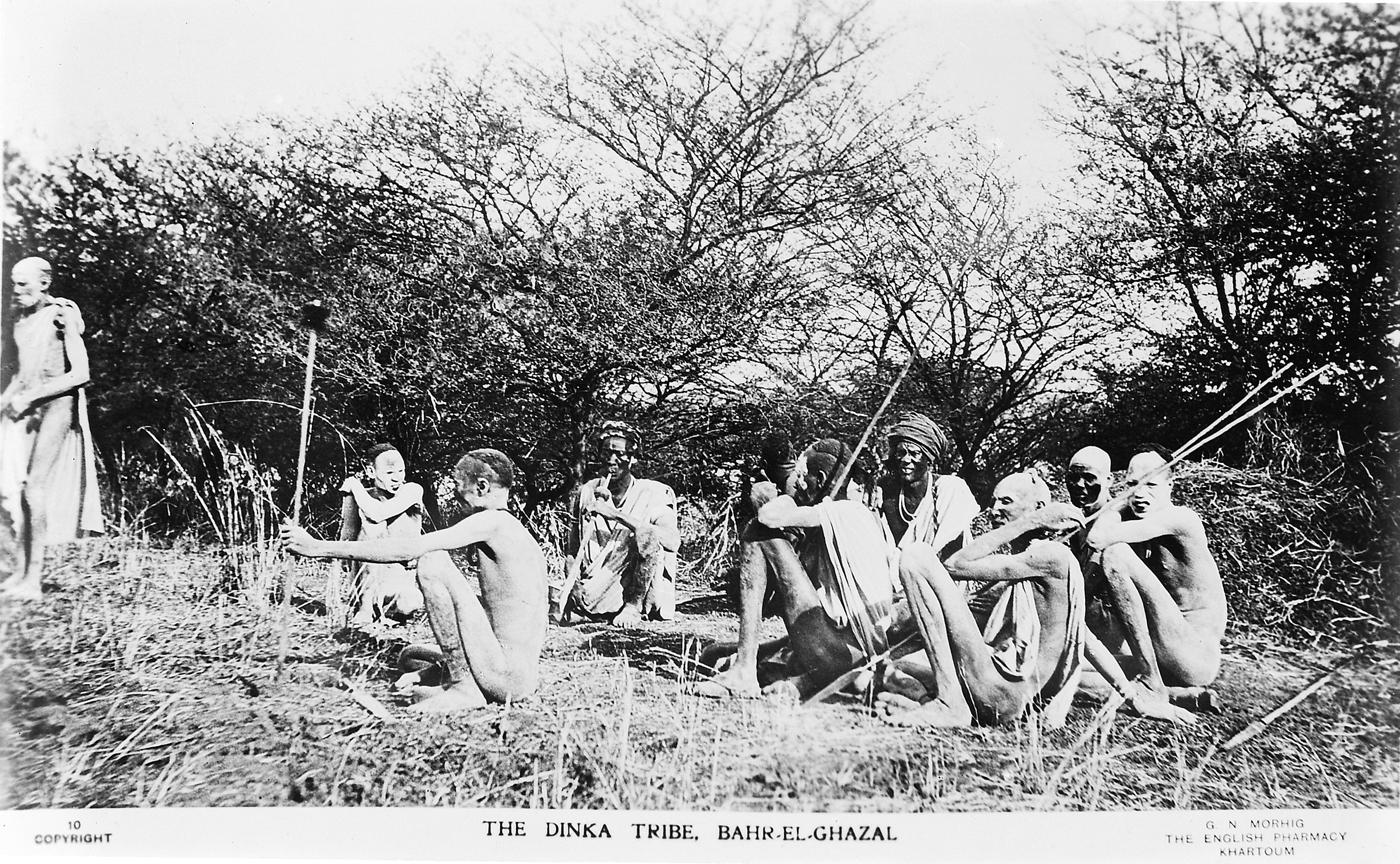

在丁卡人的傳統信仰中，存在著一位至上神是萬物的造物主(Nhialic)，同時丁卡人也崇敬著祖先神靈，並將牛隻視為與至上神溝通的信使。雖然並未如同印度教中禁止宰殺牛隻、也並未禁食牛肉，但除了祭儀獻祭之外，丁卡人幾乎不會殺牛充飢。
在丁卡人的神話中，至上神是萬物的統治者、是天，在過去人間沒有苦難，天神每日會降下足夠的粟米，人們不必勞動就可以溫飽，人們也可以沿著天地一間搭好的繩子爬到天空中探望至上神，但有一日一名貪心的丁卡婦女想要更多的粟米，因此在搗米時狠狠敲擊了頭頂的天空，然後天神就發怒降下疾病與死亡、切斷連結天地間的繩子，也不再降下粟米。
在關於祭拜祖先的傳說中，有一次一個部落遇到了洪水，族人們皆被洪水圍困，於是當時的部落首領將女兒丟入洪流之中，祈求水神能開恩放其生路，果不其然的水神將細流分為若干細流使族人脫險，後來為了紀念這位首領與被獻祭的女兒，每年都會在宗教首領的帶領下舉行祭拜先祖的活動，也會同時將大量祭品投入河中以求庇護。
在牛隻方面，鄰族奴爾族有一個傳說，相傳至上神的兩個兒子是丁卡人與奴爾人的祖先，然後至上神將老牛分給了丁卡人，小牛粉、分給了奴爾人，但晚上丁卡人到至上神的牛棚模仿奴爾人的聲音因此得到了小牛，至上神因此發怒，便令奴爾人世世代代掠取丁卡人的牛隻，也因此掠取丁卡人牛隻成了奴爾人成年禮中的重大挑戰。
丁卡人表現出的是一個依賴牛隻的生活，關於為何會依賴牛隻丁卡人也有自己的一個傳說，過去最初的獵人出去打獵時殺了水牛始祖和母牛始祖的母親，因此水牛始祖和母牛始祖決心報仇，從此之後水牛只要碰到人類就會攻擊他，而牛則是故意被丁卡人馴化，使丁卡人在生活上依賴牛，甘願為牛奉獻，這的確反映了丁卡人待牛的態度，牛在丁卡社會象徵著財富、地位，同時也是精神的寄託，與至上神的贈與。

## 文學與藝術
在丁卡人的社會中有存在著一些木製的生活用具。

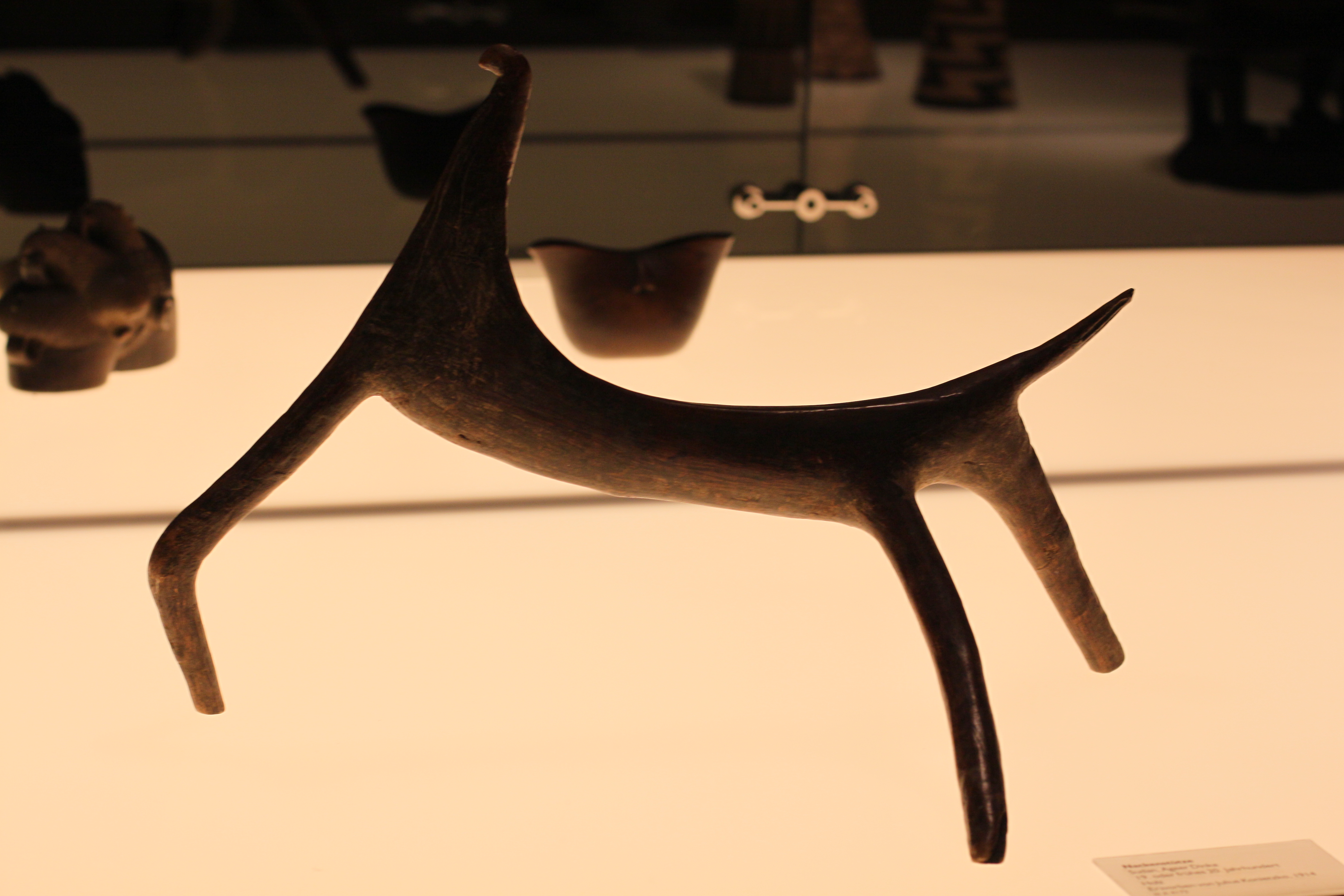
丁卡人的枕頭

丁卡人男性在成年禮時會在額頭用刀做出割痕，根據所屬的氏族不同，他們的所擁有的圖騰也會不同，最後在額頭上的割痕也會有所不同，雖然相似且丁卡人們有視為共同文化的共識，但各個氏族割出的花紋樣貌繁多，形成每個氏族獨特的藝術表現。

## 現況
現為南蘇丹的主體民族，以下是現代的一些丁卡名人。
- 约翰·加朗，苏丹人民解放运动领袖。
- 瓦伦蒂诺·阿沙克·邓，苏丹内战中的难民“迷失少年”之一，由美国作家戴夫·艾格斯所著的自传体小说《什么是什么》主角。
- 马努特·波尔，前NBA球员，历史上身高最高的球员之一。
- 萨尔瓦·基尔·马亚尔迪特，现任南苏丹总统。
- 罗尔·邓，NBA球员。
- Alek Wek，世界知名模特兒。

### 引用
1. ↑  . In and Out of Focus: Images from Central Africa 1885-1960. National Museum of African Art, Smithsonian Institution.   [2017-06-27]. （原始内容存档于2013-06-02）.
2. 1 2 3  .   [2017-03-26]. （原始内容存档于2020-11-03） （英语）.
3. 1 2  .   [2017-03-26]. （原始内容存档于2018-09-09） （英语）.
4. 1 2 3 4 5 6   賁向前.  (碩士论文). 湘潭大學. 2008 （中文）.
5. 1 2 3 4   靳宁. . 科学大观园. 2008-01-06, (2008.12): p21  [2017-04-25] （中文）.
6. 1 2 3 4   世界博覽編輯部. . 世界博覽: p48、49 （中文）.
7. 1 2  .   [2017-03-26] （中文）.[]
8. ↑  .   [2017-03-26]. （原始内容存档于2020-11-02） （英语）.
9. 1 2 3  .   [2017-03-26] （中文）.[永久]
10. ↑  .   [2017-03-26]. （原始内容存档于2020-11-14） （英语）.
11. ↑   Peter Robertshaw. . The Journal of African History. 1987: 177–189 （英语）.
12. ↑   Patricia Mercer. . The Journal of African History. 1971: 407–426 （英语）.
13. ↑   . Infobase. 2009 （英语）.
14. ↑  . 2011-01-31  [2017-04-17]. （原始内容存档于2011-07-14） （中文）.
15. ↑  . 2011-07-10  [2017-04-17]. （原始内容存档于2011-07-14） （中文）.
16. ↑  . 2011-07-11  [2017-04-17]. （原始内容存档于2011-07-16） （中文）.
17. ↑  弗朗西斯·邓，《传统与现代化：苏丹丁卡人面临的法律挑战》
18. ↑  杨期锭,丁寒.苏丹.上海:上海辞书出版社,1985:93-94.